# Fulvio Astalli
Fulvio Astalli (ur. 29 lipca 1655 w Sambuco, zm. 14 stycznia 1721 w Rzymie) – włoski kardynał.

## Życiorys
Za pontyfikatu Klemensa X i przez większą część pontyfikatu Innocentego XI był klerykiem Kamery Apostolskiej. Innocenty XI w 1686 kreował go kardynałem diakonem tytułu San Giorgio in Velabro, pomimo że jego wuj Francesco Maidalchini był już członkiem Św. Kolegium. Pełnił funkcje legata kolejno w Urbino (1693–96), Romanii (1696–98) i Ferrarze (1698–1704). W 1710 awansował do rangi kardynała prezbitera tytułu Santi Quirico e Giulitta, a w 1714 uzyskał promocję do diecezji suburbikarnej Sabina. 26 kwietnia 1719 jako najstarszy rangą kardynał biskup rezydujący w Rzymie został biskupem Ostia e Velletri i dziekanem Kolegium Kardynalskiego. Zmarł w Rzymie niespełna dwa lata po tej promocji.